# Silbercarbonat
Silbercarbonat ist eine chemische Verbindung des Silbers aus der Gruppe der Carbonate.

## Gewinnung und Darstellung
Silbercarbonat lässt sich durch Fällung aus silberhaltigen Lösungen, beispielsweise von Silbernitrat, durch Alkalimetallcarbonate wie Natriumcarbonat gewinnen.
{\displaystyle \mathrm {2\ AgNO_{3}+Na_{2}CO_{3}\longrightarrow Ag_{2}CO_{3}\downarrow +\ 2\ NaNO_{3}} }

## Eigenschaften
Frisch hergestelltes Silbercarbonat ist weiß und verfärbt sich schnell gelblich. Wie viele Silberverbindungen ist es lichtempfindlich und sollte daher im Dunklen aufbewahrt werden. Es kristallisiert im monoklinen Kristallsystem. Beim Erhitzen über 218 °C zersetzt es sich unter Abgabe von Kohlenstoffdioxid.
{\displaystyle \mathrm {Ag_{2}CO_{3}{\xrightarrow {\triangle }}Ag_{2}O+CO_{2}\uparrow } }
Während die Verbindung in Wasser nur schlecht löslich ist, löst sie sich gut in Säuren wie Salpetersäure oder Schwefelsäure, Kaliumcyanidlösung sowie in Kaliumcarbonatlösungen, wobei sich Doppelsalze bilden.

## Verwendung
Silbercarbonat findet in der organischen Synthesechemie Verwendung. Wird es auf Kieselgur aufgetragen, wirkt es als Oxidationsmittel. Eine bedeutende Rolle spielt die Verbindung in der Koenigs-Knorr-Methode. Hierbei werden aus halogensubstituierten Monosaccharid-Derivaten selektiv 1,2-trans-Glycoside gewonnen. Durch das Silber wird das Halogen gefällt, und es kann mit Alkoholen ein Glycosid gebildet werden.
Weiterhin wird es für die Gewinnung von Silberpulver und für die Abtrennung von Chlorid, Bromid und Iodid bei der ionenchromatographischen Bestimmung von Anionen in Salzwasser genutzt.